# Gobindapur
Gobindapur (bengali: গোবিন্দপুর) (tidigare stavat Govindpore), är den plats på östra stranden av floden Ganges, strax söder om Calcutta där Fort William uppfördes av Ostindiska kompaniet på 1700-talet. Gobindapur utgör idag södra delen av staden Calcutta.